# Campionato europeo femminile under 19 di pallavolo 1994
Il Campionato europeo femminile under 19 di pallavolo 1994 si è svolto dal 2 al 10 settembre 1994 a Miskolc e Debrecen, in Ungheria. Al torneo hanno partecipato 12 squadre nazionali europee e la vittoria finale è andata per la prima volta alla Russia.

## Qualificazioni
Hanno partecipato al campionato europeo juniores la nazionale del paese ospitante, le prime tre squadre classificate al campionato europeo juniores 1992 e otto squadre provenienti dai gironi di qualificazioni.

## Gironi
Dopo la prima fase a gironi, le prime due classificate di ogni girone hanno acceduto alle semifinali per il primo posto, la terza e la quarta classificata di ogni girone hanno acceduto alle semifinali per il quinto posto e le ultime due classificate di ogni girone hanno acceduto alle semifinali per il nono posto.
| Girone A                                            | Girone B                                         |
| --------------------------------------------------- | ------------------------------------------------ |
| Francia Grecia Italia Paesi Bassi Rep. Ceca Ucraina | Croazia Germania Polonia Russia Turchia Ungheria |

## Fase finale

### Finali 1º e 3º posto
|  | Semifinali  | Semifinali  | Semifinali |        |        | 1º/2º posto | 1º/2º posto | 1º/2º posto |  |
|  |             |             |            |        |        |             |             |             |  |
|  | Russia      | Russia      | 3          |        |        |             |             |             |  |
|  | Russia      | Russia      | 3          |        |        |             |             |             |  |
|  | Paesi Bassi | Paesi Bassi | 1          |        |        |             |             |             |  |
|  | Paesi Bassi | Paesi Bassi | 1          |        | Russia | Russia      | 3           |             |  |
|  |             |             |            |        | Russia | Russia      | 3           |             |  |
|  |             |             | Italia     | Italia | 1      |             |             |             |  |
|  | Italia      | Italia      | Italia     | Italia | 1      | 3           |             |             |  |
|  | Italia      | Italia      |            |        |        | 3           |             |             |  |
|  | Germania    | Germania    | 0          |        |        | 3º/4º posto | 3º/4º posto | 3º/4º posto |  |
|  | Germania    | Germania    | 0          |        |        |             |             |             |  |
|  |             |             |            |        |        |             |             |             |  |
|  |             |             |            |        |        | Germania    | Germania    | 3           |  |
|  |             |             |            |        |        | Germania    | Germania    | 3           |  |
|  |             |             |            |        |        | Paesi Bassi | Paesi Bassi | 0           |  |

### Finali 5º e 7º posto
|  | Semifinali | Semifinali | Semifinali |         |         | 5º/6º posto | 5º/6º posto | 5º/6º posto |  |
|  |            |            |            |         |         |             |             |             |  |
|  | Croazia    | Croazia    | 3          |         |         |             |             |             |  |
|  | Croazia    | Croazia    | 3          |         |         |             |             |             |  |
|  | Rep. Ceca  | Rep. Ceca  | 1          |         |         |             |             |             |  |
|  | Rep. Ceca  | Rep. Ceca  | 1          |         | Croazia | Croazia     | 3           |             |  |
|  |            |            |            |         | Croazia | Croazia     | 3           |             |  |
|  |            |            | Ucraina    | Ucraina | 1       |             |             |             |  |
|  | Ucraina    | Ucraina    | Ucraina    | Ucraina | 1       | 3           |             |             |  |
|  | Ucraina    | Ucraina    |            |         |         | 3           |             |             |  |
|  | Polonia    | Polonia    | 2          |         |         | 7º/8º posto | 7º/8º posto | 7º/8º posto |  |
|  | Polonia    | Polonia    | 2          |         |         |             |             |             |  |
|  |            |            |            |         |         |             |             |             |  |
|  |            |            |            |         |         | Polonia     | Polonia     | 3           |  |
|  |            |            |            |         |         | Polonia     | Polonia     | 3           |  |
|  |            |            |            |         |         | Rep. Ceca   | Rep. Ceca   | 0           |  |

### Finali 9º e 11º posto
|  | Semifinali | Semifinali | Semifinali |         |          | 9º/10º posto  | 9º/10º posto  | 9º/10º posto  |  |
|  |            |            |            |         |          |               |               |               |  |
|  | Ungheria   | Ungheria   | 3          |         |          |               |               |               |  |
|  | Ungheria   | Ungheria   | 3          |         |          |               |               |               |  |
|  | Francia    | Francia    | 1          |         |          |               |               |               |  |
|  | Francia    | Francia    | 1          |         | Ungheria | Ungheria      | 3             |               |  |
|  |            |            |            |         | Ungheria | Ungheria      | 3             |               |  |
|  |            |            | Turchia    | Turchia | 2        |               |               |               |  |
|  | Turchia    | Turchia    | Turchia    | Turchia | 2        | 3             |               |               |  |
|  | Turchia    | Turchia    |            |         |          | 3             |               |               |  |
|  | Grecia     | Grecia     | 1          |         |          | 11º/12º posto | 11º/12º posto | 11º/12º posto |  |
|  | Grecia     | Grecia     | 1          |         |          |               |               |               |  |
|  |            |            |            |         |          |               |               |               |  |
|  |            |            |            |         |          | Francia       | Francia       | 3             |  |
|  |            |            |            |         |          | Francia       | Francia       | 3             |  |
|  |            |            |            |         |          | Grecia        | Grecia        | 0             |  |

## Classifica finale
| Classifica | Squadre     | Qualificazione                   |
| ---------- | ----------- | -------------------------------- |
|            | Russia      | Campionato europeo juniores 1996 |
|            | Italia      | Campionato europeo juniores 1996 |
|            | Germania    | Campionato europeo juniores 1996 |
| 4          | Paesi Bassi |                                  |
| 5          | Croazia     |                                  |
| 6          | Ucraina     |                                  |
| 7          | Polonia     |                                  |
| 8          | Rep. Ceca   |                                  |
| 9          | Ungheria    |                                  |
| 10         | Turchia     |                                  |
| 11         | Francia     |                                  |
| 12         | Grecia      |                                  |